# یواس‌اس ملارد (ای‌ام-۴۴)
یواس‌اس ملارد (ای‌ام-۴۴) (به انگلیسی: USS Mallard (AM-44)) یک زیردریایی بود که طول آن ۱۸۷ فوت ۱۰ اینچ (۵۷٫۲۵ متر) بود. این زیردریایی در سال ۱۹۱۸ ساخته شد.